# 일리노이주
일리노이주(영어: State of Illinois)는 미국 중서부의 주이다. 21번째로 미합중국에 편입된 주이며, 중서부에서 가장 인구가 많은 주로 미국 전체에서는 다섯 번째로 인구가 많다. 일리노이주 대부분의 인구가 시카고와 그 주변 지역에 밀집해 있다. 일리노이주는 전직 미국 대통령인 버락 오바마의 정치적 기반이 되는 주이다.
북동쪽으로 미시간호와 닿아 있다. 북쪽으로 북위 42° 30'을 경계로 위스콘신주와, 동쪽으로 와바시 강과 서경 87° 30' 을 경계로 인디애나주와, 서쪽으로 미시시피강을 끼고 미주리주와 아이오와주와 남쪽으로 오하이오 강을 끼고 켄터키주와 접한다.
시카고의 영향으로 민주당 성향이 가장 강하며, 2016년에는 일리노이주의 주변에 민주당이 승리한 주가 하나도 없어, '푸른 섬'이라는 별명이 붙기도 했다.

## 역사

### 원주민의 시대
일리노이 지방은 예전에 매장과 신전의 흙무더기들을 세운 선사적 아메리카 원주민들의 고향이었다. 몇천개의 흙무더기들이 아직도 주에 서있다. 카호키아 근처에 있는 흙무더기 덩어리들은 미국에서 가장 큰 선사적 토공사인 멍크스 흙무더기를 포함한다.
그후의 지방의 많은 원주민들은 카호키아, 카스카스키아, 미시가메아, 모인궤나, 페오리아와 타마로아 족들을 포함한 연합을 형성하였다. 일리노이 동맹이라 불린 이 부족들은 알곤킨 가족에 속하였다. 이로쿼이 어족들이 1680년 일리노이 족들을 공격하여 수많은 사상자들을 냈다. 1800년에 들어서 유럽인의 병들에 전쟁과 발각 때문에 일부 일리노이 원주민들 만이 남아있었다 지방의 초기 역사에 일부를 나타낸 다른 부족들은 치페와 족, 폭스 족, 키카푸 족, 오타와 족, 위네바고 족, 마이애미 족, 사우크 족, 쇼니 족과 마스쿠텐 족을 포함한다.

### 프랑스와 영국의 통치
1673년, 자크 마르케트와 루이 졸리에는 미시시피강을 찾아 거슬러 올라가기 위해 출발하였다. 그들은 현재 캐나다에 있는 프랑스 식민지들의 총독 루이 드 뷔아드이 파견했다. 마르케트와 졸리에는 아마 그 지역에 들어간 첫 유럽인들이었을 것이다. 그들은 현재 일리노이의 서부 경계 지역을 따라 남쪽으로 여행하고 나서 일리노이 강에 북쪽으로 여행하였다. 1675년, 마르케트는 현재 오타와 대지 근처에 있는 카스카스키아 원주민 마을에 선교 단체를 창립하였다.
1699년, 프랑스의 성직자들이 카호키아에 모피 교역지를 창립하였다. 이것은 일리노이 지방에서 첫 영구적 정착지였다. 예수회 성직자들은 1703년 카스카스키아를 창립하였다. 이 두 타운들은 지역에서 프랑스 생활의 주요 중심지가 되었다. 100년 이상의 세월 동안에 로마 가톨릭교회가 거기에서 유일한 활동적인 종교 기구였다. 일리노이에서 처음으로 알려진 개신교 설교자는 침례교인 제임스 스미스였으며, 1787년에 도착하였다. 감리교 설교자 조지프 릴러드는 1793년에 일리노이에 왔다.
1717년, 일리노이는 프랑스의 루이지애나 식민지의 일부가 되었다. 같은 해 파리의 스코틀랜드 재정적 장려자 존 로는 일리노이에 어떤 프랑스 식민지 주민들을 데려온 회사를 형성하였다.
1720년, 프랑스인들은 미시시피 강 동부의 둑에 있는 카스카스키아의 북서쪽에 샤르트르 요새를 완공하였다. 그 요새는 일리노이 남서부에서 프랑스인 마을들을 위한 근거지였다. 1763년, 장기적 전쟁 후에 영국이 프랑스의 북아메리카 제국을 차지하게 되었다. 프랑스의 제휴자로 지내온 오대호 지방의 원주민들은 영국의 통치에 대항하며 반란을 일으켰다. 오타와 족의 추장 폰티악이 반란의 주요 역할을 하였으나 영국군에 대항하는 부족들을 잡고 있지 못하였다. 일리노이의 많은 프랑스인 정착자들은 영국의 통치 아래에 사는 것을 거부하고 미시시피 강을 건너 스페인 영토로 서부로 이주하였다.

### 초기의 국가적 기간
미국 독립 전쟁 전에 2,000명 이하의 백인들이 일리노이 지방에 살았다. 그들은 선교사, 모피 교역인, 프랑스와 영국인 정착자들가 영국군들을 포함하였다. 버지니아의 조지 로저스 클라크와 "빅 나이브즈"라고 불리는 국경 지방의 주민들이 1778년 카스카스키아와 케이먼을 영국의 통치로부터 포획하였다. 결과로서 지방은 버지니아의 군이 되었다. 이 지역에서 클라크를 도운 많은 군인들은 전쟁 후에 정착자들로서 돌아왔다. 많은 정착자들은 버지니아, 켄터키, 메릴랜드와 테네시에서 왔다.
버지니아와 서부의 땅들을 품고 있던 다른 주들이 포기한 것이 아닌 한, 연합 규약을 비준한 메릴랜드가 거부하였기 때문에 1784년, 버지니아는 일리노이 지방을 국가 정부에게 주었다. 1787년, 노스웨스트 법령은 일리노이를 노스웨스트 준주의 일부로 만들었다. 1800년, 일리노이는 의회의 칙령에 따라 인디애나 준주의 일부가 되었다.
1809년, 의회는 현재 일리노이와 위스콘신으로부터 일리노이 준주를 창조하였다. 카스카스키아가 그 수도가 되었다. 제임스 매디슨 대통령은 켄터키의 니니언 에드워즈를 준주의 첫 총독으로 임명하였다.
1800년대 초반 동안에 일리노이 정착자들은 원주민들의 땅의 거의를 몰수하였기 때문에 원주민들의 터전은 점점 적어지고 있었다. 의회가 1812년, 미영 전쟁을 선언한 후에 원주민들은 영국군의 편에 들었다. 그해 8월에 시카고 강의 입구에 있는 포트 디어본으로부터 대략 100명의 군인들과 정착자들이 물러났을 때 가장 잔인한 원주민들이 미국을 공격하였다. 포타와토미 족이 이 단체의 절반 이상을 죽였다.

### 초기의 주 지위
1818년 12월 3일, 일리노이는 21번째 주가 되었다. 동시에 주의 남부 3분의 1이 정착되었다. 노스웨스트 법령은 미시간호의 남쪽 끝으로부터 서부선에서 미래의 일리노이주의 북부 경계 지방을 고쳤다.
의회의 준주 사절 내대니얼 포프는 일리노이의 현재 북부 국경 지대에 북부 경계선을 넓히는 데 성공하였다. 이 변화는 주에서 시카고 지역, 갤러나 주위의 주요한 납의 매장량과 풍부한 북부의 낙농지를 매입하였다. 일리노이의 거의 3분의 1이 포프가 몰아낸 결과로서 추가된 지역들에 산다. 1818년, 투표자들은 민주공화당 소속의 섀드러크 본드를 일리노이의 첫 주지사로 선출하였다.
1819년, 입법부는 밴덜리아를 훗날의 주도로 설립하였다. 주는 거기에 부지들을 팔면서 이득에 계획을 세웠다. 밴덜리아는 1820년, 20년 동안 남아 있을 것이라는 주장과 함께 주도가 되었다.
정착자들은 1825년 경에 일리노이의 북부로 이주해 들어갔다. 그해 이리호가 뉴욕주를 가로질러 개장하였으며, 중서부로 여행하는 길이 더욱 쉬워졌다. 일리노이의 인구는 1820년 55,000명에서 1830 157,000명으로 늘어났다. 연방 정부는 1830년대에 많은 일리노이 원주민을 서부로 이주시켰다. 1832년, 군대와 일리노이 시민군들이 블랙 호크 전쟁에서 사우크와 폭스 족들을 물리쳤다.
1830년대 동안에 유럽으로부터 이민자들이 정착하였다. 그들은 토지를 경작하고, 철도를 짓는 데 도움을 주었으며 주의 공장과 제재소들에서 일하였다. 1836년 후에 많은 아일랜드 이민자들이 시카고와 라살 사이에 일리노이와 미시간 운하를 건설하기 위해 일하러 왔다. 1830년대 중반 동안에 일리노이의 많은 주민들은 토지의 투기 업자들이었다.
1837년, 입법부에서 어느 도시를 주도로 선택하느냐가 문제가 되었다. 일부 도시들이 주도가 되길 원하였다. 에이브러햄 링컨이 보낸 샌거먼 카우니의 사절단들은 스프링필드를 주도로 선택하는 것을 성공하였다. 주의 사무소들이 1839년 그곳으로 옮겨졌다.
1848년, 일리노이와 미시간 운하가 완공되었다. 이 운하는 미시시피와 일리노이 강 계곡의 농부들이 오대호의 방향으로 곡물과 다른 생산품들을 동부 시장에 싣고 가도록 허락하였다. 1850년대 동안에 철도선들이 시장으로 농작물을 싣고 가기 위해 확장되었다. 철도들은 시카고, 케이로와 퀸시 같은 도시들을 잇기도 하였다.

### 남북 전쟁
1858년, 일리노이는 에이브러햄 링컨과 스티븐 더글라스 간의 토론 덕분에 국가에서 넓은 주의를 끌어들였다. 두 사람은 미국 상원을 위한 선거 운동에 나섰다. 링컨이 승리하였으나 노예제에 그의 입장이 국내적 인정과 1860년 대통령 선거로 이끌었다.
남북전쟁의 초기에 많은 친남부적인 주민들은 일리노이의 남부에 살았다. 그들 중에 어떤 이들은 주를 갈라진 주를 설립하는 것에 대하여 이야기하였다. 그러나 일리노이 주민의 대다수는 합중국에 호의를 가졌다. 대략 260,000명의 북군들이 일리노이에서 왔다.

### 산업적 발전

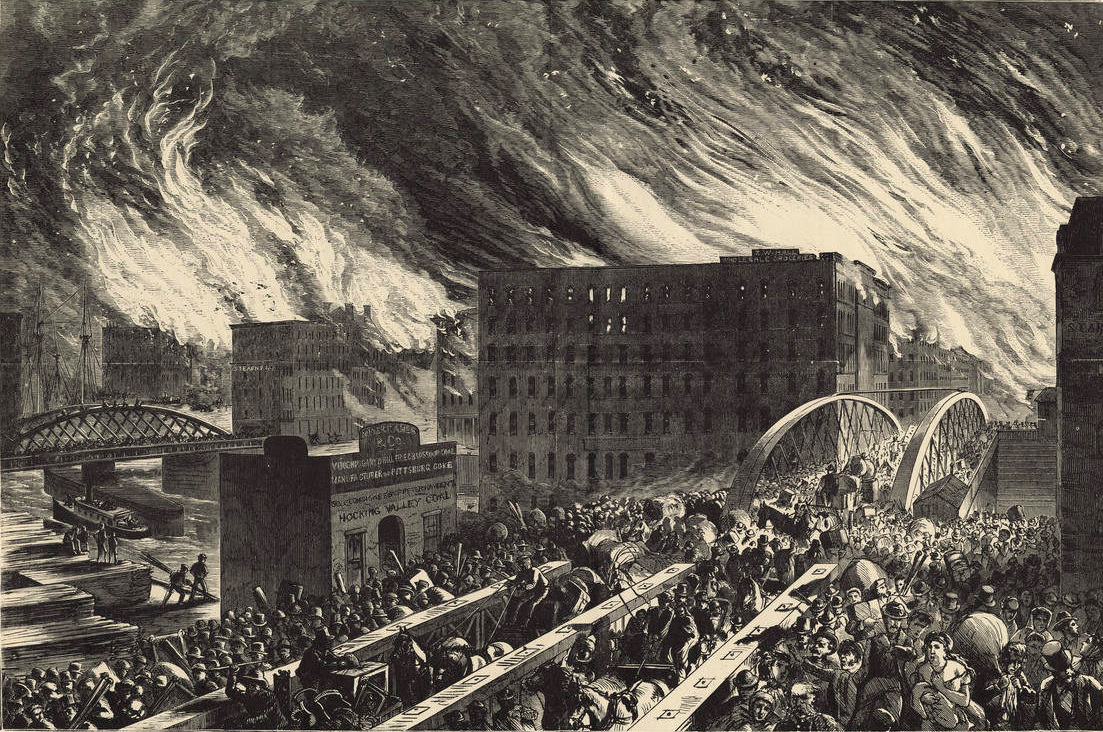
시카고 대화재 (1871년)

남북 전쟁 후에 일리노이의 산업적 발전이 거대한 향상을 만들었다. 철도의 건설을 증가하고, 시카고, 졸리엣과 록포드 같은 도시들의 번창하는 산업들이 공장, 대장간과 제재소들에 유럽 이민자들을 끌어들였다. 시카고는 미국에서 가장 큰 곡식과 정육의 포장 출하업 중심지가 되었다. 1871년, 시카고에서 대화재가 일어나 도시의 거의 대부분을 파괴시켰다.
1870년, 이후에 일리노이의 큰 지역들이 배수되어 생산적인 경작지로 만들어졌다. 1860년대 후반과 1890년대까지 농부들과 공장 근로자들은 전국에 걸쳐 불만을 표출하였다. 농작물의 가격이 내려가는 동안에 농부들은 용품과 해운을 위하여 높은 값을 내는 것에 불만을 품었다. 공장 근로자들은 비위생적과 비안전한 상태에 장기적인 시간 동안에 일해야 했다. 1886년, 시카고의 헤이마켓 스퀘어에서 폭동이 일어났다. 어떤이들은 파업 근로자들에 대항하는 경찰의 용병에 항의하기 위해 무정부주의자들이 회의에 폭탄을 던졌다. 결과로 적은 7명의 경찰과 1명의 시민이 사망하였다. 무정부주의자들이 폭동에서 한 역할은 일시적으로 노동운동을 위한 후원을 약하게 하였다.
1892년, 농부들은 존 P. 올트겔드를 주지사로 선출하기 위해 도시의 근로자들과 연대하였다. 그의 행정은 공장의 조사에 법률을 집행하고 파업을 가라앉히는 데 도움을 준 주 위원회를 설립하였다. 주는 또한 공공 학교 시스템을 향상시키고 산업과 교도소 개혁들을 통과하였다.
1893년, 세계의 컬럼비아 박만회가 시카고에서 열렸다. 그 이벤트는 1800년대 국가에서 최악의 공황 시기 동안에 열린 것이다. 1890년, 공황이 끝나고나서 일리노이의 산업은 빠르게 번창하였다. 1900년에 들어서 주민의 절반 이상이 도시들에서 일하였다.
1900년, 공학자들이 시카고 위생소와 배의 운하를 완공하였다. 이 운하는 시카고 강의 길을 따라 미시간 호를 드플레인 강과 연결하였다. 운하의 목적은 미시간 호로 흘러들어가 도시의 수자원 공급을 위협하는 공해로부터 시카고 강을 막아내는 것이었다. 운하의 건설은 강의 역류를 초래하였다.

### 1900년대 초반

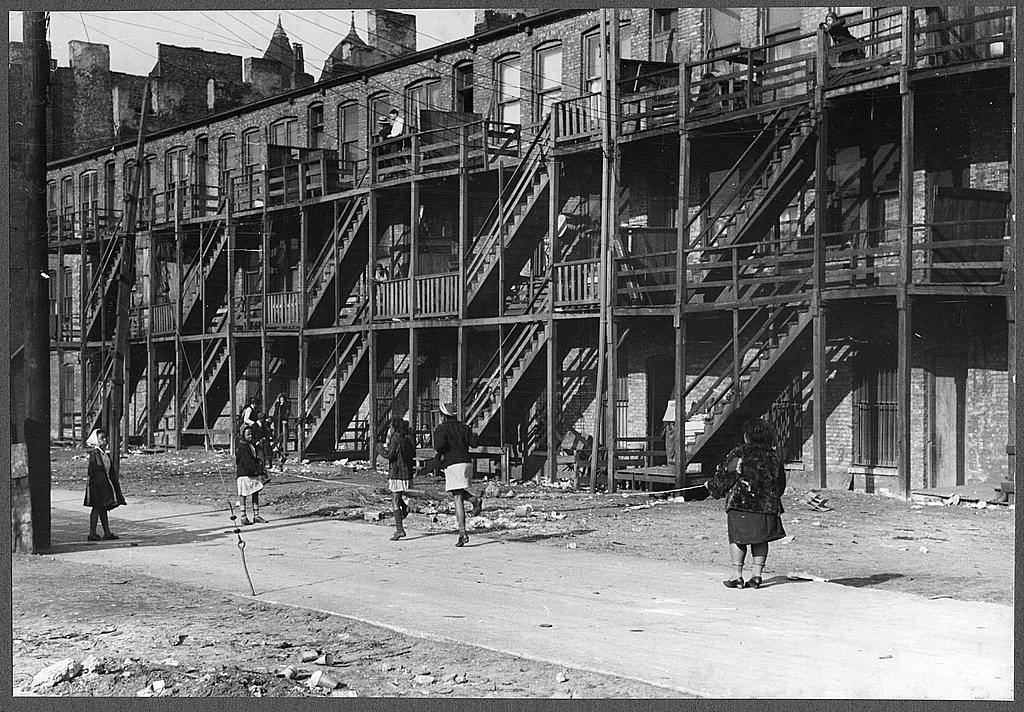
시카고의 블랙벨트

일리노이는 1890년대 후반부터 1910년 초반까지 국내적 개혁적 시기 동안에 가장 진보적인 주들 중 하나였다. 입법부는 여성과 아동의 장지적 근무 시간을 제한시키는 일부 법률들을 통과시켰다. 1911년, 일리노이주는 자신들의 아들을 주의를 위한 가난한 부모들에게 공공 기금들로부터 기부를 설립한 첫 주의 법률을 설립하였다.
1900년대 초반에는 최남부 지방으로부터 수천명의 아프리카계 미국인들이 일리노이로 이주하였다. 그들은 흑인 신문 "시카고 디펜더"를 통해 이주하려는 용기를 얻었다. 좋은 철도 연결이 이주에 공헌을 하였다. 아마도 흑인들의 3분의 2는 시카고의 구역 브론즈빌에 정착하였다. 하지만, 일리노이의 모든 도시들은 아프리카계 미국인들의 공동체가 번창하였다. 스프링필드(1908년), 이스트 세인트루이스(1917)와 시카고(1919년)에서 일어난 3개의 인종 폭동들이 일리노이에서 국내적 주의를 가져왔다.
1917년, 미국이 제1차 세계 대전에 참전한 후 일리노이는 전체의 육군 사단을 위한 남성들을 공급한 4개의 주들 중 하나가 되었다. 일리노이는 다른 많은 군인들을 공급하였다. 해군은 오대호 해군 훈련소에서 대략 125,000명의 남자들을 훈련하였고, 포트 셰리던은 5,000명 이상의 육군 사관들을 성장시켰다.

### 금주법과 대공황

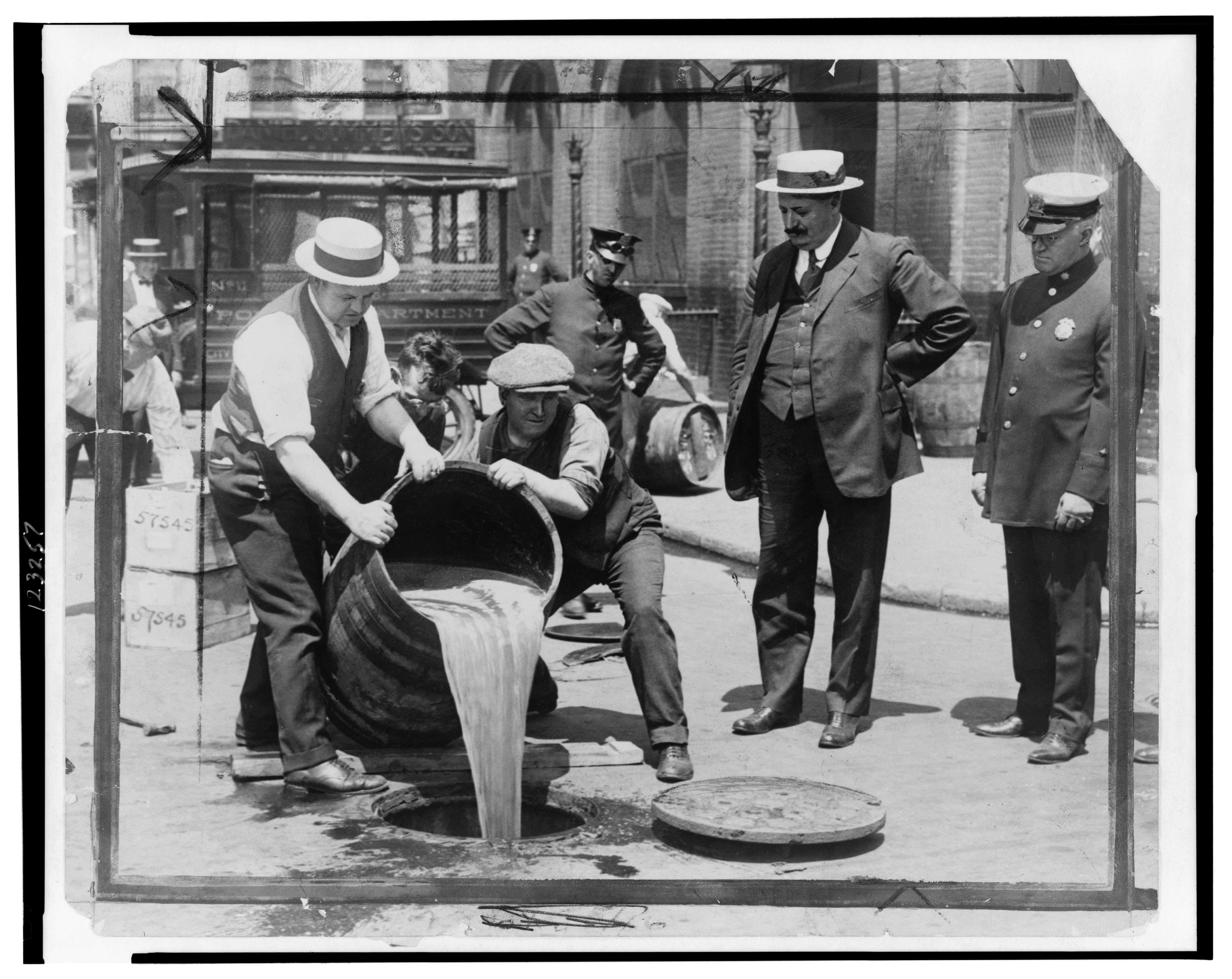
금주법 동안에 술을 하수구에 쏟아 붓는 모습

시카고에서 범죄와 폭력의 세월들은 1920년대에 술의 제조와 판매를 금지한 금주법을 따라갔다. 알 카포네는 한해에 6천백만 달러의 불법 주류 동맹에 앞장섰다. 많은 남자들이 카포네의 일단과 경쟁적 갱들 사이의 갱 싸움에서 사망하였다. 금주법은 주의 남부, 특히 윌리엄슨 카운티에서 폭력으로 이어졌다. 백인의 비밀 결사 쿠 클럭스 클랜이 오락장과 민가를 습격하도록 이끌었다. 그들이 권력을 잃은 후에 주류 밀매자들이 시카고 갱스터들이 한 만큼, 준주를 위하여 자신들 사이에 싸웠다.
1920년대 동안에 일리노이의 산업적 생산이 증가하였다. 철도, 수로와 포장 도로들이 확장되괴 도시들은 빠르게 번창하였다. 그러나 종산물의 가격이 아주 낮아져, 많은 농부들이 자신들의 농장들을 포기하게 되었다. 1930년대 농장 저당 법령들과 다른 연방적 프로그램들이 농부들을 회복시키는 데 도움을 주었다.
1930년대의 대공황이 제조업에서 날카로운 감소와 수천명의 사람들이 일거리들을 잃는 원인을 가져왔다. 1932년, 루이스 L. 에미슨 주지사는 실업 구제를 위한 기금들을 설립하기 위해 입법부의 특별 입회를 열었다. 진보의 세기 박람회가 1933년과 1934년 시카고에서 열렸다.
1933년, 일리노이 수로가 개장하였다. 운하와 강들의 이 연속이 시카고에서 미시간 호와 미시시피 강 사이의 수상 교통을 확장시켰다. 1937년, 새 유전들의 발견이 일리노이의 남동부에서 석유의 붐을 일으켰다. 1939년에 들어서 일리노이는 석유 생산주들 중에 11번째에서 4번째로 올라갔다.

### 1900년대 중반
핵의 시대가 제2차 세계 대전 동안에 핵폭탄 개발과 함께 시작되었다. 그 일에 주요 단계는 엔리코 페르미와 시카고 대학교의 다른 과학자들이 최초의 통제된 연쇄 반응로를 폭발시킬 때 왔다. 전쟁이 일어나는 동안에 일리노이는 800개 이상의 항공기와 그 부품 공장들을 포함한 수천개의 전쟁 설비들이 있었다.
1950년대에 시카고 근처에 있는 아곤 국립 시험실이 미국에서 원자력의 산업적 이용들에 제1의 연구의 중심지가 되었다. 1956년, 산업 연구를 위한 원자로를 일리노이 기술 연구소에 세웠다. 1960년에 들어서 시카고는 국가에서 가장 큰 철강 생산지가 되었다.
1960년대 동안에 일리노이는 새로운 산업들을 끌어들이고 존재하는 산업들을 확장하는 일을 하였다. 1960년, 국가에서 가장 큰 원자력 발전소가 모시스에서 완공되었다. 자동차와 타이어 공장 지대를 포함한 몇 100개의 새로운 공장들이 작용으로 들어갔다.
주 정부의 통치를 위한 민주당과 공화당 간의 싸움은 1960년대에 보기 드문 절정으로 도달하였다. 일리노이 헌법 아래 입법부는 매 10년마다 인구에 기초를 둔 더 많은 동등 표현을 마련하는 재분배되어야 한다. 그러나 1963년, 두 정당이 재배분 계획에 동의하지 못하였다. 주요 문제는 당시 주의 59개의 입법 구역들이었던 30개를 호함한 쿡 카운티의 재구획이었다. 민주당 권력의 중심지 시카고는 23개의 이 구역들이 있었다. 공화당은 시카고의 외곽들에 있는 자신들의 힘의 중심지들의 중 하나가 쿡 카운티 구역들에 2개나 더 있어야 한다고 주장하였다. 결과로서 이 모든 구역들은 1964년, 선거를 위해 잠시 특권이 정지되었다.
입법부는 또다시 재분할에 실패하였다. 그러므로 판사들의 배심원 전원은 상원을 재분배하고, 특별 위원회는 하원을 재분배하였다. 시카고와 그 외곽들 양쪽의 입법 구역들이 증가하였다.
1964년, 헌법적인 개정의 일리노이 법원 시스템을 합리화가 발효되었다. 시스템은 이제 3개의 법원들로 이루어졌다 - 대법원, 항소 법원과 순회 재판구. 주는 모든 낮은 법원들을 폐지하고 순회 재한소들의 의무들을 확장시켰다.

1972년, 페르미 국내 촉진 실험실이 운영되었다. 실험실은 세계에서 원자 공부를 위한 주요한 중심지들 중 하나가 되었다.
1969년, 일리노이 입법부는 개인적과 협동적 주의 소득세를 처음으로 통과시켰다. 1970년에는 일리노이의 투표자들이 주의 새헌법을 찬성하였다. 새헌법은 1971년에 효과로 들어가 1870년에 채택된 헌법을 대체하였다.

### 1900년대 후반
1960년대 동안에 일리노이의 산업과 인구의 성장은 이익은 물론, 문제들을 가져왔다. 산업의 확장이 공해와 수질 오염의 증가를 초래하였다. 1970년, 투표자들은 하수 처리를 향상시키고 수질 오염에 싸우기 위해 7억 5천만 달러의 보증금 논쟁을 찬성하였다. 인구의 성장은 더 많은 공공 서비스들을 위한 필요함을 창조하였고 세금을 인상시켰다. 1973년 입법부는 교육과 다른 서비스들을 위한 수익을 올리는 도움을 주기 위해 분배 추첨을 채택하였다.
시카고가 경제적 활동의 중심지이면서, 일리노이주는 산업적으로 지속적 번영을 하였다. 1980년대와 1990년대 동안에 일리노이는 레이크, 듀페이지와 윌 카운티들을 포함한 쿡 카운티 주위에 있는 최첨단 기술 산업들의 본질적인 번창을 경험하였다. 1988년, 자동차 제조 공장들이 노멀에 개장되었다. 주는 더 많은 산업을 끌어들이고 일리노이 생산품들을 위한 외국 시장들을 늘리기 위해 지속적으로 노력하였다.

### 사형
2000년, 주지사 조지 라이언은 일리노이에서 사형에 일시적 정지를 선언하고, 주도 처벌 시스템의 회고를 요구하였다. 그는 자신이 무죄인들이 사형으로 처하지 않도록 확실히 하고 싶었다고 말하였다. 그때 이래, 죽음에 선고받은 13명의 사람들이 잘못 유죄 선고를 받은 것이 발견되었다. 2002년, 라이언은 주도 처벌 시스템의 철저한 조사를 제안하였다. 2003년, 그의 주지사 임기가 끝나기 전에 그때 교수형을 기다리던 모든 1억 6천 7백만명의 일리노이 죄수들에게 선고를 줄였다. 그해 11월 입법부는 주도 처벌 시스템의 개혁을 쓸어버리는 데 찬성하였다. 하지만 라이언의 뒤를 이은 로드 블라고제비치는 사형에 금지령을 지속적으로 하였다. 블라고제비치는 2006년에 재선되었다.

### 부패의 처지
2003년, 연방 대재판관은 라이언을 부정 돈벌이의 음모, 우편물 사기와 잘못된 납세 신고서를 체운 것을 포함하여 18개의 고발에 라이언을 기소하였다. 이 고발의 대부분은 라이언이 일리노이의 상원(1991~99)을 지내면서의 시기들과 관계되었다. 부정 돈벌이의 고발은 라이언을 자신의 사무실을 정치적 호의로 승인하기 위해 이용하고, 개인적 이득을 위한 동료들에게 주의 계약을 이용하는 음모로 고발하였다. 6달간의 재판이 끝나자, 2006년, 배심원은 라이언에게 유죄 판결을 내렸다. 2007년에 그는 6년 반의 징역 선고를 받았다.
2008년, 연방 선례들은 블라고제비치를 부패 혐의로 구속하였다. 검사들은 그를 버락 오바마 대통령 당선자에 의한 비워진 상원 자리를 파느냐 혹은 매매하느냐에 계획을 세웠다는 이유로 고발하였다. 그는 전 주의 은행 감사관이자 검찰 총장 롤런드 버리스를 그 자리를 채우도록 임명하였다. 2009년 1월, 일리노이의 하원은 블라고베치 자신이 사무실에서 근거들에 능욕한 것에 탄핵하였다. 그 일은 주 역사상 주지사가 탄핵되는 것은 처음이었다. 1월 후순의 재판에서 주의 상원들은 블라고제비치를 사무실로부터 물러나게 하는 데 만장 일치로 투표하였다. 부지사 패트릭 J. 퀸이 주지사로 선서하였다.

## 경제

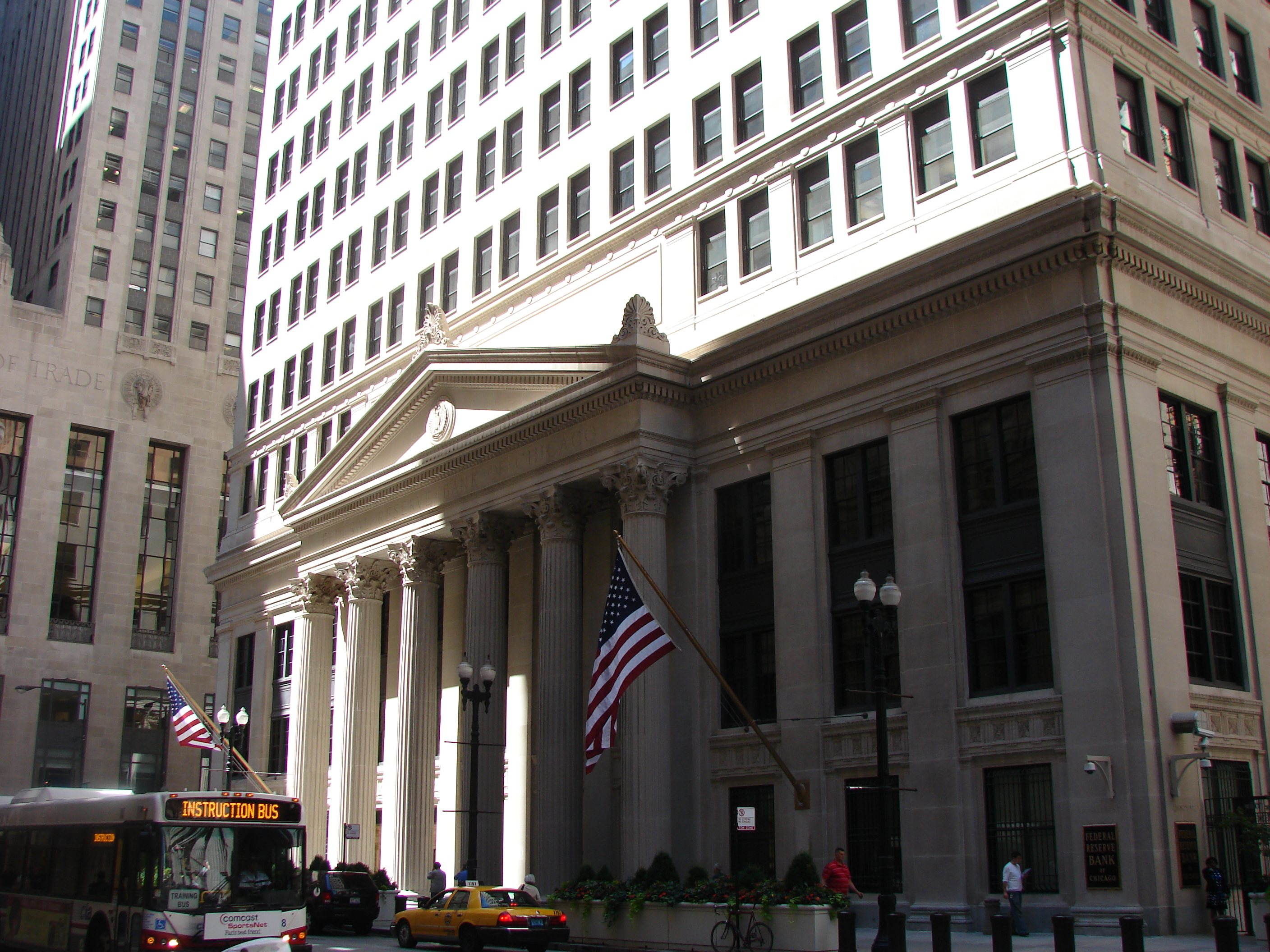
시카고에 있는 미국 연방 준비 은행 본사의 모습.

### 서비스업
서비스업은 주에서 한해 안에 일리노이주의 고용과 국내 총생산 양쪽에서 가장 큰 비율을 차지한다. 일리노이의 서비스업들은 시카고의 메트로폴리탄 지역에 집중되어 있다.
금융, 보험과 부동산업은 주 내 경제에 중요하다. 시카고는 중서부권의 금융 중심지로, 의회가 설립한 미국 연방준비제도 산하 12개의 연방 은행 본부 소재지들 중 하나다. 시카고는 "상품 거래소"라 불리는 큰 재정적 설립지의 근거이다. 전 시카고 무역 위원회와 시카고 상업 거래를 합동한 CME 그룹이 세계에서 가장 큰 상품 거래소들 중 하나이다. 큰 투자와 보험 상사들도 시카고에 기지를 두었다. 이 회사들은 올스테이트 주식회사, HSBC와 주립 농장 상호 보험을 포함한다. 시카고 외곽들의 빠른 인구 번창은 거기에 새로운 주택들과 많은 비즈니스들을 개발하도록 이끌었다. 시카고 북쪽 밀워키 방향에 있는 도시인 리버우즈에는 디스커버 카드의 본사가 있다.
많은 호텔, 식당과 소매상들이 시카고 지역에서 운영된다. 시카고 지역은 소매상 체인 K마트와 시어즈, 로벅 앤드 주식회사를 운영하는 시어즈 소유 주식회사의 본거지이다. 다른 시카고 지역의 중요한 소매상들은 맥도날드와 월그린 주식회사를 포함한다.
주 정부의 사무실들은 주로 스프링필드와 시카고에 기지를 두었다. 다운타운 시카고는 회계 상사, 광고 대리들, 엔지니어링 회사들과 법률 상사들 같은 대략 서비스가 이루어진다. 시카고의 러시 대학교 진료소는 세계에서 가장 큰 진료소 컴플렉스들 중 하나이다. 군사 기지인 오대호 해군 기지는 노스 시카고 근처에 있다. 시카고는 또한 세계에서 주요한 교통의 중심지들 중 하나이기도 하다. 미국에서 가장 큰 항공사인 유나이티드 항공의 본사가 오헤어 국제공항 근처에 있다. 큰 트럭과 해운 회사들도 시카고 지역에 본부를 두었다.

### 제조업
일리노이주는 제조업에서 주요한 주들 중에 있다. 시카고 지역은 국가에서 주요한 제조업 지방들 중 하나이다.
화학품은 주의 으뜸가는 제조품이다. 약품은 일리노이 제1의 화학품이다. 2개의 제약 회사 애벗 시험소와 백스터 인터내셔널 회사가 시카고 근처에 본사를 두었다. 일리노이의 다른 화학품들은 페인트, 산업적 화학품과 송진 등을 포함한다.
식품 가동업도 중요하다. 국가에서 가장 큰 식품 제조업 회사들의 몇몇이 시카고에 본사를 두었으며, 사라 리 주식회사와 펩시코가 소유하는 퀘이커 오츠 컴퍼니가를 포함한다. 시카고 지역은 주요한 식품 가공의 중심지이다. 주의 주요한 식품들은 제과류, 아침식사 시리얼, 캔디류, 낙농품, 정육과 향료들이다. 시리얼 곡물들과 콩의 가공업 회사인 아처 대티얼즈 미들랜드 컴퍼니가 데커처에 있다.
합성 금속 제품, 기계와 교통 수단의 제조도 또한 주요한 제품들이다. 일리노이는 합성 금속 제품의 생산하는 주요한 주들 안에 있다. 건설 용품과 농기구는 기계 산업 소득들의 거의를 마련한다. 세계의 주요 건설 용구 제조업자들 중에 순위에 드는 회사 캐터필러가 페오리아에 본사를 두었다. 제1의 농기구 생산 회사인 디어 앤드 컴퍼니가 몰라인에 기지를 두었다. 산업적 기계를 만드는 일리노이 툴 워크스가 시카고 북부에 있다. 자동차들과 그 부품들은 일리노이에서 주요한 교통 수단 제조품이다. 자동차들은 벨비디어, 시카고와 노멀에서 제조된다. 주요한 항공기 제조사인 보잉 컴퍼니가 시카고에 본사를 두었다.
일리노이는 또한 컴퓨터와 전자 용품, 석유 제품, 플라스틱과 고무 제품과 인쇄물 등을 생산한다. 샤움버그는 전자 통신 용품 생산의 주요한 모토롤라의 기지이다. 인 졸리엣, 로빈슨과 우드 리버는 큰 정제소들이 있다. 일리노이의 제1의 금속 제품인 철강은 주의 일부 지역들에서 생산된다. 시카고 지역은 미국에서 제1의 출판의 중심지들 중에 들어왔다. 월드북 출판사, 피어슨 교육 회사와 큰 인쇄 회사인 R. R. 도널리 앤드 선즈 컴퍼니 등도 시카고에 본부를 두었다.

### 농업
일리노이는 농장 소득에서 선도적인 주에 속한다. 농장 지대는 일리노이의 대략 4분의 3을 뒤덮고 있다. 농업 소득의 대부분은 주의 북부 절반에서 발생하였다. 곡물은 주의 총 농업 소득의 대략 5분의 4를 차지한다.
옥수수는 개척 시대 이래 일리노이의 주요 곡물들 중 하나이다. 일리노이는 주요한 옥수수 생산의 주들 안에 들어있다. 옥수수는 일리노이 전역을 자라나, 생산은 주의 북부 3분의 2 지대에서 수확된다. 어떤 옥수수들은 자동차의 연료로 쓰이는 알콜인 에타놀로 만들어진다.
콩은 주에서 두번째로 가장 귀중한 농작물이며, 그 수확은 주의 동중부에서 이루어진다. 많은 농부들은 한해에서 한해로 옥수수와 콩을 윤작한다. 밀도 중요한 곡물이고, 그밖에 수수, 건초, 귀리와 호밀이 자란다.
육우, 돼지와 낙농품들이 일리노이에서 가장 귀중한 축산물이다. 육유와 젖소의 사육지들은 주의 북부와 서부에 있다. 일리노이는 돼지 사육의 주요한 주이며, 주의 서중부는 많은 돼지들을 기르고 있다. 다른 축산물로는 닭, 달걀, 양, 칠면조와 양털을 포함한다.
일리노이주는 온실과 종묘장 생산물들의 중요한 생산지이다. 많은 이 시카고 지역에서 자란다. 국화, 글라디올러스, 백합, 난초과와 홍성초를 포함한 꽃들은 화초 재배가들에게 싣는 목적으로 일리노이의 큰 양으로 자란다.
주에서 생산되는 채소의 대부분은 주의 북부 절반 지역에서 왔다. 일리노이는 통조림과 냉동을 위한 사탕 옥수수의 생산에 주요한 주에 속한다. 또한 제1의 호박 생산지이기도 하다. 일리노이에서 자라는 다른 중요한 채소들은 양배추, 리마콩, 감자 등을 포함한다. 사과는 주에서 가장 귀한 과일이다. 미시시피와 일리노이 강 협곡은 일리노이주에서 가장 생산적인 과일 재배지이다.

### 광업
석탄은 제1의 광물이다. 주의 석탄의 대부분은 주의 남부 절반에서 왔으며, 전부 역청탄이다. 설라인 카운티는 주에서 제1의 탄광 지대이다.
주의 다른 미네랄 자원들, 깨진 돌, 석유, 포틀랜드 시멘트, 모래와 자갈은 소득의 가장 큰 양을 마련한다. 주의 북동부에 있는 석회암의 채석장들은 깨진 돌의 거의의 원천이다. 유전의 대부분은 주의 남동부에 있다. 일리노이는 포틀랜드 시멘트의 중요한 생산지이다. 모래와 자갈은 주의 카운티들 대략 절반에서 생산된다.

## 주민
| 인구조사                      | 인구       | Note | %±     |
| ----------------------------- | ---------- | ---- | ------ |
| 1800년                        | 2,458      |      | —      |
| 1810년                        | 12,282     |      | 399.7% |
| 1820년                        | 55,211     |      | 349.5% |
| 1830년                        | 157,445    |      | 185.2% |
| 1840년                        | 476,183    |      | 202.4% |
| 1850년                        | 851,470    |      | 78.8%  |
| 1860년                        | 1,711,951  |      | 101.1% |
| 1870년                        | 2,539,891  |      | 48.4%  |
| 1880년                        | 3,077,871  |      | 21.2%  |
| 1890년                        | 3,826,352  |      | 24.3%  |
| 1900년                        | 4,821,550  |      | 26.0%  |
| 1910년                        | 5,638,591  |      | 16.9%  |
| 1920년                        | 6,485,280  |      | 15.0%  |
| 1930년                        | 7,630,654  |      | 17.7%  |
| 1940년                        | 7,897,241  |      | 3.5%   |
| 1950년                        | 8,712,176  |      | 10.3%  |
| 1960년                        | 10,081,158 |      | 15.7%  |
| 1970년                        | 11,113,976 |      | 10.2%  |
| 1980년                        | 11,426,518 |      | 2.8%   |
| 1990년                        | 11,430,602 |      | 0.0%   |
| 2000년                        | 12,419,293 |      | 8.6%   |
| 2010년                        | 12,830,632 |      | 3.3%   |
| 2019 (추산)                   | 12,671,821 |      | −1.2%  |
| 출처: 1910–2010 2019 Estimate |            |      |        |

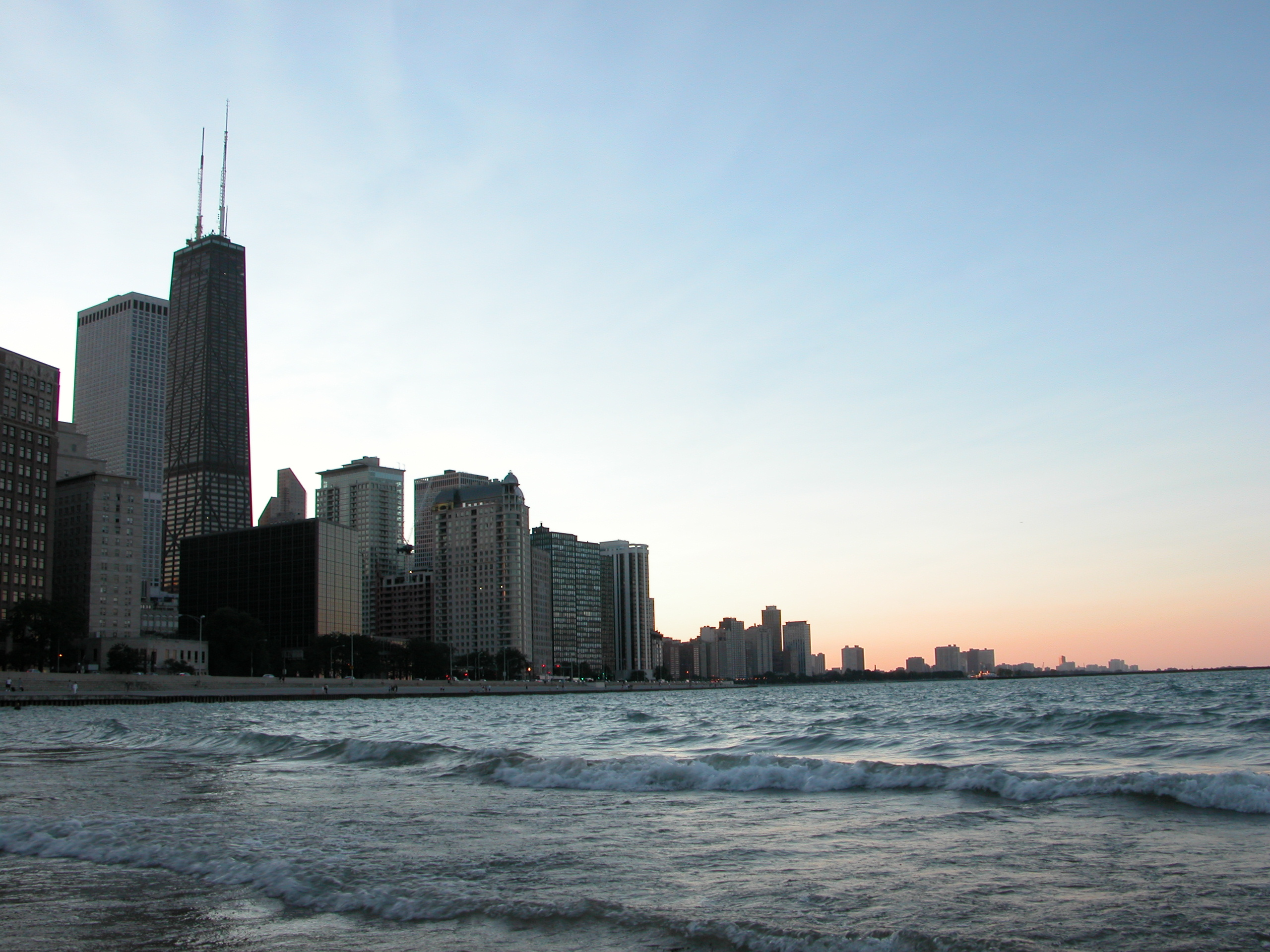
시카고의 스카이라인

2000년, 미국 인구 조사국이 조사한 일리노이의 인구는 12,419,293명이었다. 1990년의 11,430,602명에서 거의 9 퍼센트나 증가하였다. 2000년, 인구 조사국에 따르면 50개의 주들 중에 5번째로 인구가 많다.
일리노이주의 대략 85%는 메트로폴리탄 지역에 살고 있다. 대략 3분의 2는 시카고-네이퍼빌-졸리엣 메트로폴리탄 지역에 산다.
시카고는 일리노이주 내 최대 도시다. 다른 일리노이주의 큰 도시들로는 인구순으로 록포드, 오로라, 네이퍼빌, 페오리아와 주도인 스프링필드다.
일리노이의 대략 88%는 미국에서 태어났다. 미국 외부에서 태어난 사람들의 대부분은 시카고 지역에 살고 있다. 멕시코인이 외부에서 태어난 사람들의 대략 40%를 차지한다. 10%에 가까운 외국 출신은 폴란드에서 왔다.  폴란드계 미국인들의 1번지 역할을 하면서 바르샤바에 이어 2번째로 큰 폴란드인들의 도시로 알려진 시카고의 일부에서는 폴란드어가 쓰이며, LOT 폴란드 항공은 001편을 시카고행 노선에 부여하고 있다. 주 인구의 대략 15% 이상은 아프리카계 미국인이다. 독일, 아일랜드, 이탈리아, 영국, 스웨덴 계통의 주민들도 큰 인구 집단을 이루고 있다.

## 같이 보기
- USS 일리노이